# Badula barthesia
Badula barthesia là một loài thực vật có hoa trong họ Anh thảo. Loài này được (Lam.) A.DC. mô tả khoa học đầu tiên năm 1834.